# Arthur Martinez
Arthur Caulfield Martinez (* 25. September 1939 in New York City, New York) ist ein US-amerikanischer Geschäftsmann, früherer CEO von Sears und Chairman of the Board der Abercrombie & Fitch Co. Er ist vor allem bekannt durch die Rettung der Sears, Roebuck, and Company (Co.).

## Leben

### Kindheit
Arthur C. Martinez wurde am 25. September 1939 als Sohn von Arthur F. Martinez und Agnes Caulfield Martinez geboren. Seine Mutter war eine irische Einwanderin, die als Verkäuferin in einem Kaufhaus arbeitete. Sein Vater hatte spanische Vorfahren und arbeitete als Fisch-Großhändler.

### Ausbildung
Seinen Abschluss machte Martinez an der New York University Tandon School of Engineering mit einem Bachelor-Abschluss. Er erlangte auch einen MBA der Universität Harvard. Außerdem besitzt er einen Doktortitel.

### Arbeitsleben
Bevor Martinez zu Sears kam, arbeitete er für verschiedene Unternehmen, einschließlich der RCA Records. Ins Einzelhandelsgeschäft trat er im Jahre 1980 ein, als er Chief Financial Officer von Saks Fifth Avenue wurde.
Im Jahr 1992 wurde Martinez Kopf der Sears Merchandise Group und drei Jahre später CEO der Sears, Roebuck and Company. Während seiner acht Jahre dauernden Tätigkeit für Sears initiierte Martinez eine grundlegende Revision der Unternehmensgrundsätze und machte das Unternehmen wieder profitabel. Er wurde bekannt für den Wechsel der unternehmerischen Marketingstrategie. Er legte den Marketingfokus sowohl auf Frauen wie auf Männer.
Im Jahr 2000 trat Martinez von seiner Position zurück, aber diente weiterhin im Board of Directors für andere Unternehmen.
Von 2000 bis 2002 war Martinez Chairman der Federal Reserve Bank in Chicago.
Von 2014 bis 2018 war Arthur Martinez Director und seit Dezember 2014 Executive Chairman von Abercrombie & Fitch. Zwischen dem 27. Januar 2014 und Dezember 2014 war er als Non-Executive Chairman tätig. Am 3. Februar 2018 trat er von seiner Position als Executive Chairman zurück. Als Nachfolger wurde Terry Burman bestimmt.